# NTT東日本ソリューションズ
株式会社NTT東日本ソリューションズ（エヌティティひがしにほんソリューションズ）は、かつて存在した東日本電信電話（NTT東日本）グループのシステムインテグレーターである。東京都港区に本社を置いていた。
2014年7月1日に、株式会社NTT東日本-神奈川、株式会社NTT東日本-千葉、株式会社NTT東日本-山梨、株式会社NTT東日本-茨城とともに、株式会社NTT東日本-東京に吸収合併され、株式会社NTT東日本-南関東となった。

## 概要
2007年9月に設立された、NTT東日本が法人向けの営業とネットワーク/システム構築の部隊を分社化した戦略的子会社。

## 事業内容
- 東日本電信電話株式会社等からの受託等による以下の業務
  - (1) 各種商品等に関する販売、開発、構築・保守
  - (2) 法人営業に関する販売推進活動支援・企画等
- 情報通信に関する事業
- 電気通信工事、電気工事に関する業務
- 労働者派遣業務
- 前各号に附帯または関連する一切の業務

具体的には下記ソリューションの展開を実施していた。
- 公共・自治体、企業・団体、防災、農業、医療、金融、教育、都市開発の各分野に対する、業界の特性や動向等を踏まえた«業界特化ソリューション»の展開
- セキュリティ、映像、コンタクトセンター等の«業界共通ソリューション»の展開
- 拡張性・柔軟性に優れた«データセンタービジネス»の展開
- NTT東日本の提供する「ひかり電話」「ビジネスイーサ　ワイド」およびその機能高度化メニューを中心とした法人向け«ネットワークサービス»の展開

## 組織
- 企画部
- ビジネス連携部
- ソリューションエンジニアリング部
- 産業ビジネス営業部
- 文教・メディアビジネス営業部
- 次世代ビジネス営業部
- 公共営業部
- ネットワークソリューション部